# Adelaide Productions
Adelaide Productions es una empresa que es división animada de Sony Pictures Television. Originalmente llamada Columbia TriStar Children's Television, esta división se ha destacado por la producción de variadas series animadas incluyendo Hombres de negro: la serie animada (con Amblin Entertainment), Las Aventuras de Jackie Chan, Jumanji: La serie animada, Extreme Ghostbusters y Dragon Tales (para el bloque programático PBS Kids), entre otras.

## Historia
Actualmente Adelaide tiene en desarrollo varias series animadas para varios bloques programáticos de varios canales. Una de sus más recientes series animadas es la serie The Boondocks (basada en el cómic homónimo creado por Aaron McGruder) que es transmitida en Estados Unidos por el bloque Adult Swim.